# Around the World (koncertfelvétel)
Az Around the World Mariah Carey amerikai énekesnő ötödik DVD/videokiadványa. A DVD-n különböző helyszíneken, többek közt New Yorkban, illetve a Butterfly világturnén Hawaiion, Japánban, Tajvanon és Ausztráliában felvett koncertek láthatóak. 1999 áprilisában jelent meg DVD-n.
Ahogy az 1998 végén a UPN-en bemutatott tévéműsorban is, a DVD-n is rövidített változatok szerepelnek a dalokból; sok dalt akár a felére is csökkentettek a második versszak és a refrén néhány ismétlésének kihagyásával. Rövidítve szerepelnek a DVD-n a következő dalok: Emotions, Dreamlover, My All, I’ll Be There, Whenever You Call, míg változatlanul szerepelnek rajta a következőek: Fantasy, I Still Believe, Honey, Hero. A Hero-nak a DVD-n szereplő változatát öt különböző előadásból vágták össze. Carey a saját albumain szereplő dalokon kívül előadja a Grease filmmusical egyik betétdalát, a Hopelessly Devoted to You-t is a dal eredeti előadójával, Olivia Newton-Johnnal.
A DVD bepillantást nyújt a színfalak mögé is, látható, ahogy Carey felfedezi Japánt, Hawaiit és Ausztráliát, illetve ahogy részt vesz legújabb albuma, a Number 1’s megjelenésekor rendezett partin. Szerepel a DVD-n Carey beszélgetése egykori mentorával, Brenda K. Starr-ral. A DVD-re négy videóklip is felkerült.

## Program
1. Program Start
2. Butterfly intro / Emotions
3. Fantasy
4. Dreamlover
5. My All
6. Japan / New York
7. Conversation with Brenda K. Starr
8. I Still Believe
9. I’ll Be There
10. Fun in Australia
11. Hopelessly Devoted to You
12. #1’s Fan Appreciation Party
13. Whenever You Call
14. Honey
15. Hero / Butterfly outro
16. Butterfly (videóklip)
17. Breakdown videóklip)
18. The Roof (Back in Time) (videóklip)
19. My All (videóklip)

## Helyezések
| Slágerlista                   | Legmagasabb helyezés | Minősítés    | Elkelt példányszám |
| ----------------------------- | -------------------- | ------------ | ------------------ |
| Brazil zenei DVD-slágerlista  |                      | Aranylemez   | 25 000             |
| USA Billboard Top Music Video | 3                    | Platinalemez | 100 000            |